# Ulrico di Treven
Ulrico di Treven o di Treffen (... – 2 aprile 1182) è stato un patriarca cattolico tedesco, patriarca di Aquileia dal 1161 al 1181.

## Biografia
Appartenente alla nobile famiglia bavarese dei Treven, al Concilio Lateranense I del 1180 Ulrico tentò di comporre le dispute con Enrico patriarca di Grado riguardo all'Istria; riuscendo ad ottenere Trieste, Capodistria, Parenzo, Cittanova, Pola e Pedena. Le truppe patriarcali conquistarono inoltre Grado (1162).
Nel 1163 il patriarca venne catturato, con 12 canonici e 70 nobili friulani, dal doge Vitale II Michiel e dileggiato pubblicamente in Piazza San Marco.
Durante il patriarcato di Ulrico, fu dato il via alla coniazione di monete d'argento.

## Successione apostolica
La successione apostolica è:
- Arcivescovo Adalberto III di Boemia (1169)